# Kontrwywiad
Kontrwywiad (KW) – przedsięwzięcia identyfikacji działań obcych służb wywiadowczych, wykorzystywanie ich do własnych celów (np. penetracja), jak i przeciwdziałanie szpiegostwu, dywersji, sabotażu, terroryzmowi, ochronę tajemnicy państwowej, wojskowej i gospodarczej.
Kontrwywiadem zajmują się służby cywilne, policyjne i wojskowe, potocznie określane również mianem kontrwywiadu. 
W Polsce kontrwywiadem cywilnym zajmuje się Agencja Bezpieczeństwa Wewnętrznego, a wojskowym Służba Kontrwywiadu Wojskowego, która zajmuje się też kontrwywiadem radioelektronicznym.

## Niektóre agencje kontrwywiadu
- Australian Security Intelligence Organisation – Australijska Organizacja Bezpieczeństwa i Wywiadu
- Guojia Anquan Bu – Ministerstwo Bezpieczeństwa Państwowego (Chiny)
- Kōanchōsa-chō – Agencja Śledcza Bezpieczeństwa Publicznego (Japonia)
- Direction Centrale du Renseignement Intérieur – Centralna Dyrekcja Wywiadu Wewnętrznego (Francja)
- Szin Bet (lub Szabak) – Służba Bezpieczeństwa Wewnętrznego (Izrael)
- Bundesamt für Verfassungsschutz – Federalny Urząd Ochrony Konstytucji (Niemcy)
- Militärischer Abschirmdienst – Wojskowa Służba Kontrwywiadu (Niemcy)
- Służba Kontrwywiadu Wojskowego – (Polska)
- Agencja Bezpieczeństwa Wewnętrznego – (Polska)
- Federalna Służba Bezpieczeństwa (FSB) – (Rosja)
- FBI – Federalne Biuro Śledcze (USA)
- Security Service – Służba Bezpieczeństwa (Wielka Brytania)

W przeszłości:
- Organy bezpieczeństwa publicznego (departamenty w MBP odpowiedzialne za kontrwywiad OBP) – (RP (1944–52)/PRL (1952–56))
- Służba Bezpieczeństwa (departamenty w MSW odpowiedzialne za kontrwywiad SB) – (PRL (1956–90))
- Główny Zarząd Informacji – (RP/PRL (1944–57))
- Wojskowa Służba Wewnętrzna – PRL
- Wojskowe Służby Informacyjne (Zarząd Kontrwywiadu) – RP 1991–2006
- Urząd Ochrony Państwa (Zarząd Kontrwywiadu) – (Polska)
- Ministerium für Staatssicherheit (Stasi), wydziały odpowiedzialne za kontrwywiad – (NRD)
- Gestapo – (III Rzesza)
- Sicherheitsdienst (Służba Bezpieczeństwa SS) – (III Rzesza)
- Smiersz – kontrwywiad wojskowy (ZSRR)
- NKWD – Ludowy Komisariat Spraw Wewnętrznych (ZSRR)
- KGB – Komitet Bezpieczeństwa Państwowego (II Zarząd Główny) – (ZSRR)
- Deuxième Bureau de l'État-major général – Biuro II Sztabu Generalnego (Francja)
- Direction de la Surveillance du Territoire – Dyrekcja Bezpieczeństwa Państwowego (Francja)
- United States Army Security Agency – Agencja Bezpieczeństwa Sił Lądowych (USA)
- SAWAK – tajna policja (Iran)